# مارلا ميبلز
مارلا آن ميبلز (بالإنجليزية: Marla Maples) (27 أكتوبر 1963) ممثلة وشخصية تلفزيونية أمريكية ولقد كانت متزوجة من رجل الأعمال ورئيس الولايات المتحدة الخامس والأربعين دونالد ترامب بين عامي 1993 - 1999.

## عن حياتها
ولدت في كوهوتا في جورجيا، وتعتبر ابنة ستانلي إدوارد مابلز، وهو مطور عقاري ولورا آن لوكلير (1940-2014)، وهي ربة منزل، وعارضة أزياء. تدرس مارلا في مدرسة شمال غرب يتفيلد في ثانوية تونال هيل، جورجيا.
التقت دونالد ترامب في عام 1989 وكان بينها علاقة غرامية  ولقد أنجبت مارلا إبنه تدعى تيفاني ترامب، ولدت في 13 أكتوبر عام 1993. تم الزواج رسميا في شهر ديسمبر عام 1993 في فندق بلازا في مدينة نيويورك، في حفل حضره 1000 مدعو من بينهم الممثلة الأمريكية روزي أودونيل وولاعب كرة القدم الأمريكية أو جاي سيمبسون. إنفصل الزوجان في شهر مايو 1997  وتم الطلاق رسميا في عام 1999.

## روابط خارجية
- مارلا ميبلز على موقع IMDb (الإنجليزية)
- مارلا ميبلز على موقع روتن توميتوز (الإنجليزية)
- مارلا ميبلز على موقع ألو سيني (الفرنسية)
- مارلا ميبلز على موقع ميوزك برينز (الإنجليزية)
- مارلا ميبلز على موقع تيرنر كلاسيك موفيز (الإنجليزية)
- مارلا ميبلز على موقع أول موفي (الإنجليزية)
- مارلا ميبلز على موقع قاعدة بيانات برودواي على الإنترنت (الإنجليزية)
- مارلا ميبلز على موقع قاعدة بيانات الأفلام السويدية (السويدية)
- مارلا ميبلز على موقع إن إن دي بي (الإنجليزية)
- مارلا ميبلز على موقع ديسكوغز (الإنجليزية)